# Tahoe Vista
Tahoe Vista és una concentració de població designada pel cens dels Estats Units a l'estat de Califòrnia. Segons el cens del 2000 tenia 1.668 habitants.

## Demografia
Segons el cens del 2000, Tahoe Vista tenia 1.668 habitants, 670 habitatges, i 402 famílies. La densitat de població era de 238,5 habitants/km².
Dels 670 habitatges en un 28,7% hi vivien nens de menys de 18 anys, en un 49% hi vivien parelles casades, en un 5,2% dones solteres, i en un 39,9% no eren unitats familiars. En el 26,7% dels habitatges hi vivien persones soles el 2,5% de les quals corresponia a persones de 65 anys o més que vivien soles. El nombre mitjà de persones vivint en cada habitatge era de 2,49 i el nombre mitjà de persones que vivien en cada família era de 3.
Per edats la població es repartia de la següent manera: un 21,4% tenia menys de 18 anys, un 10,2% entre 18 i 24, un 35,5% entre 25 i 44, un 27,2% de 45 a 60 i un 5,8% 65 anys o més.
L'edat mediana era de 36 anys. Per cada 100 dones de 18 o més anys hi havia 113,5 homes.
La renda mediana per habitatge era de 51.958 $ i la renda mediana per família de 63.125 $. Els homes tenien una renda mediana de 35.764 $ mentre que les dones 29.250 $. La renda per capita de la població era de 24.170 $. Entorn del 5,8% de les famílies i el 8,1% de la població estaven per davall del llindar de pobresa.

## Poblacions més properes
El següent diagrama mostra les poblacions més properes.